# Джакометти, Аугусто
Аугу́сто Джакоме́тти (ит. Augusto Giacometti, 16 августа 1877 г. Стампа — 9 июня 1947 г. Цюрих) — швейцарский художник.

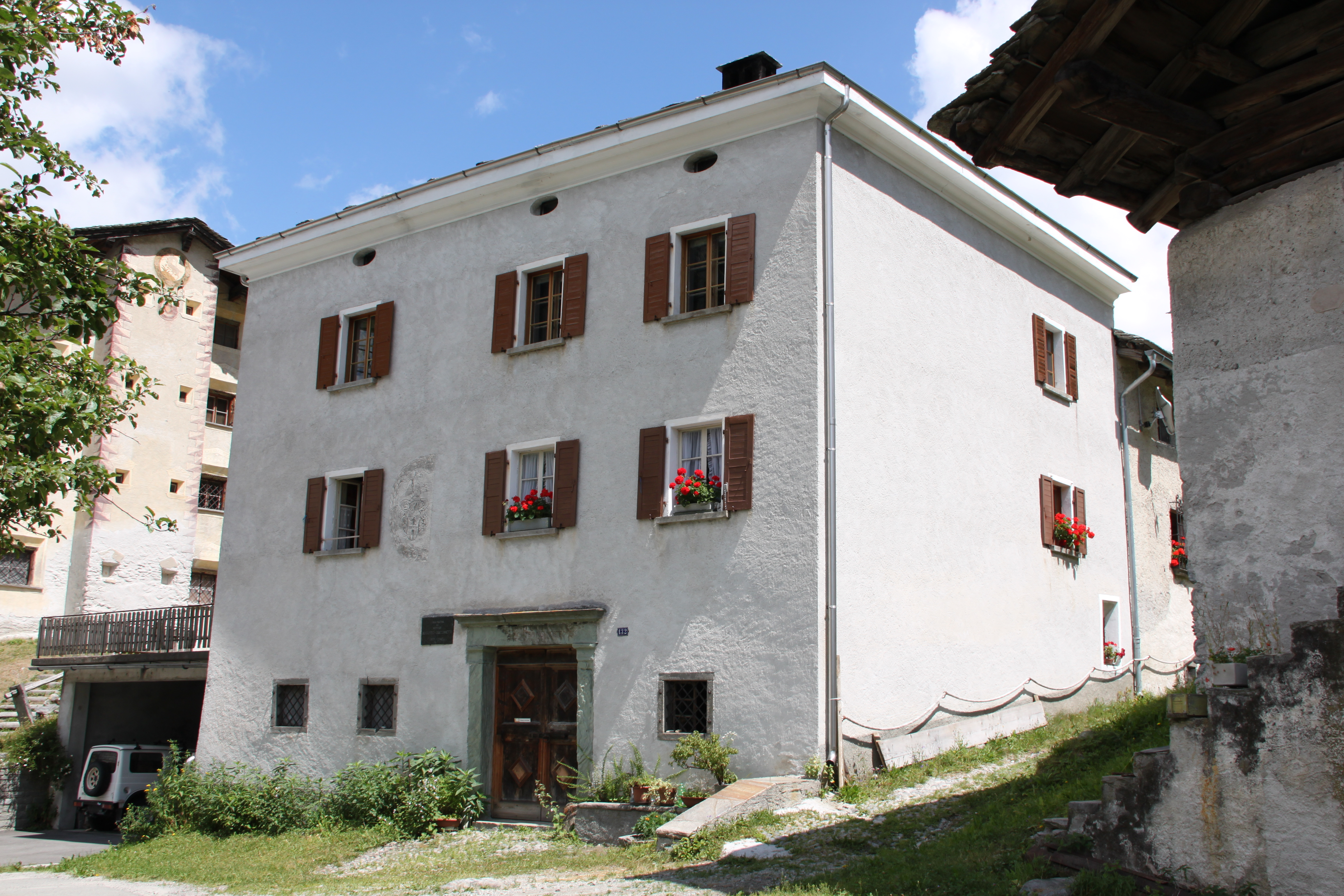
Родной дом Аугусто Джакометти в Стампе, Швейцария

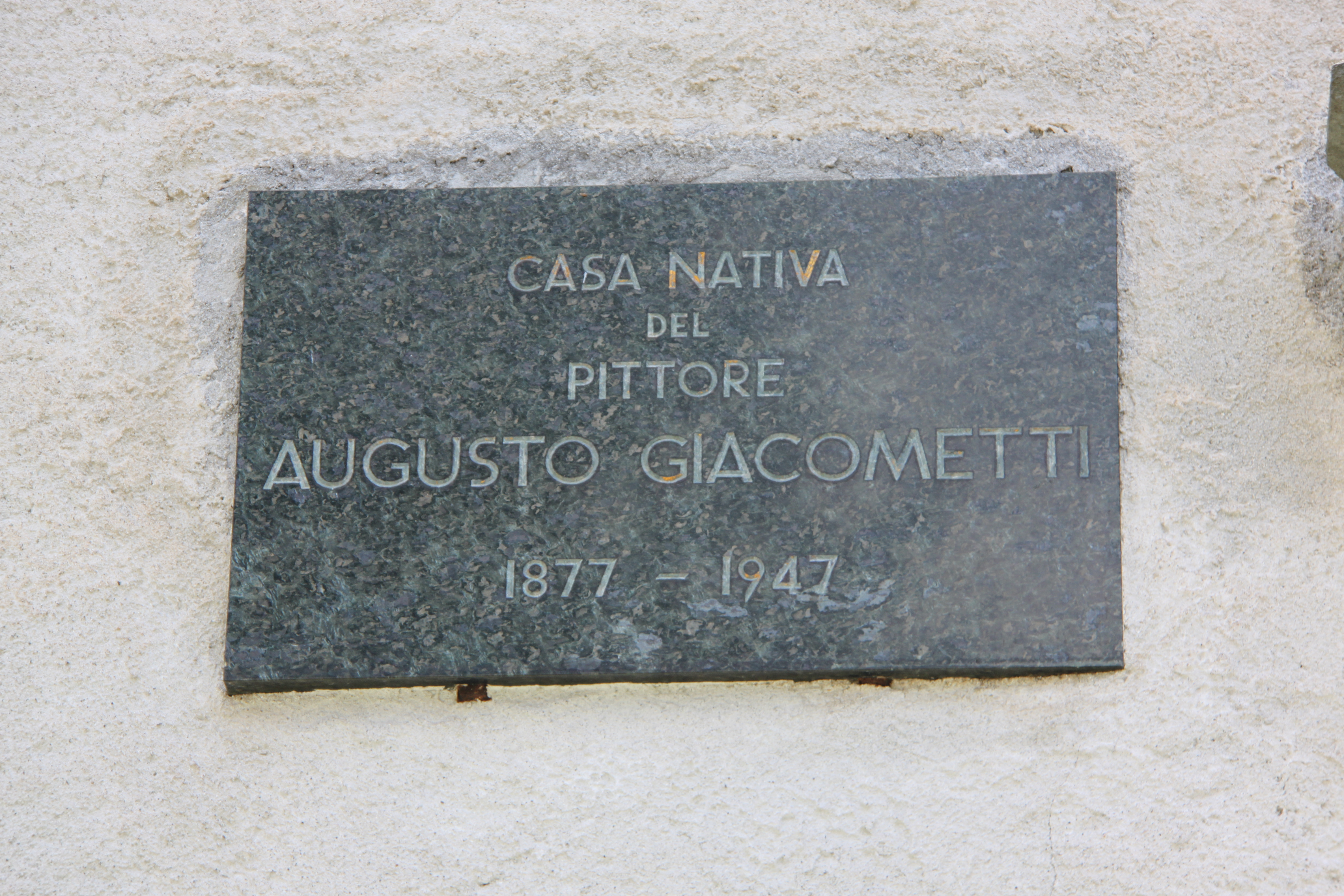
Мемориальная доска на стене дома Аугусто Джакометти в Стампе, Швейцария

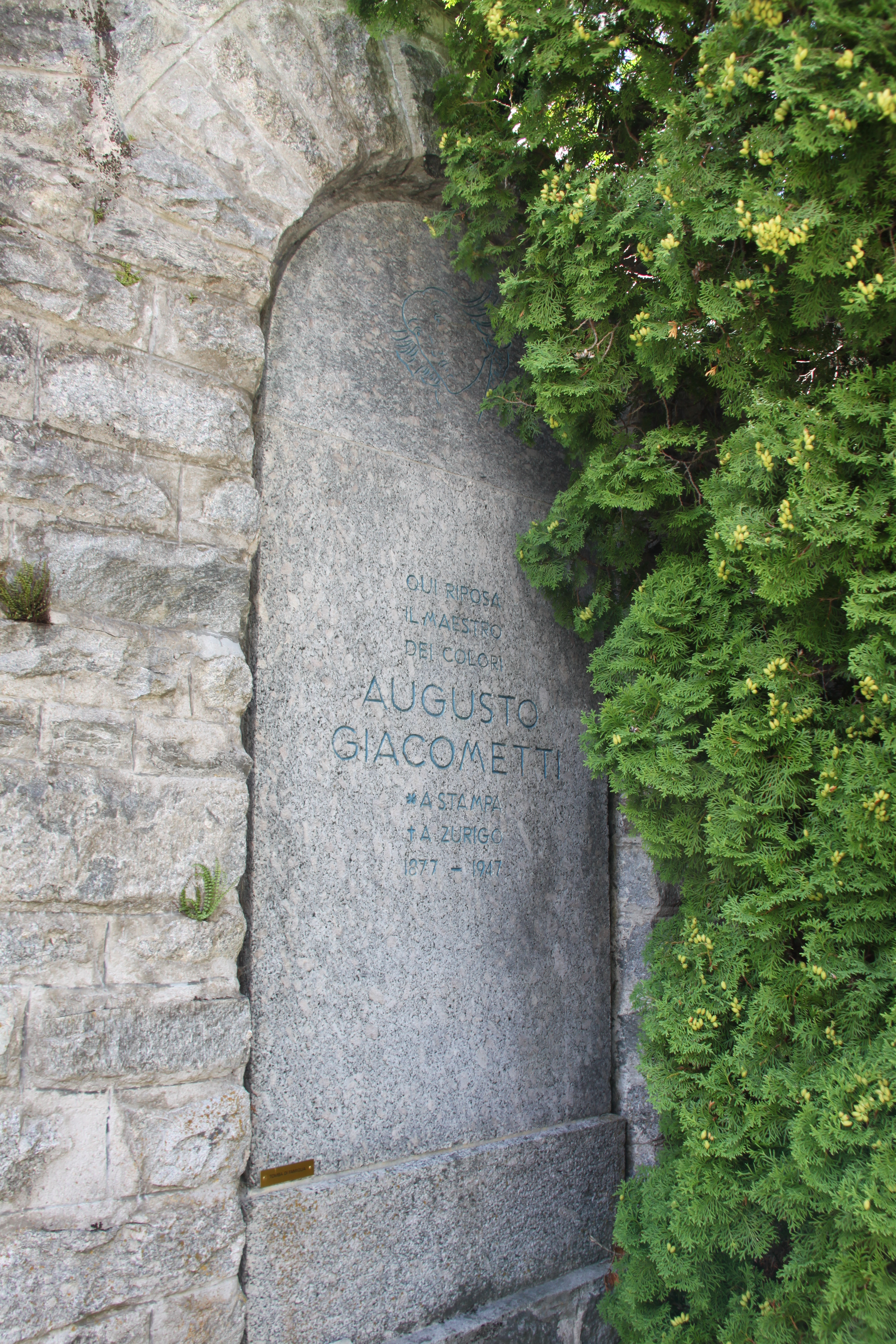
Могила Аугусто Джакометти в Боргоново, Швейцария

## Жизнь и творчество
Аугусто Джакометти являлся крупным представителем постмодернизма и постсимволизма, был мастером витража и монументальной настенной живописи, а также плакатного искусства. Был членом фамилии художников, скульпторов и архитекторов Джакометти, двоюродный брат художника Джованни Джакометти.
Джакометти занимался рисованием с детства. Изучал живопись с 1894 по 1897 год в цюрихской Школе прикладного искусства, затем — в Париже и во Флоренции. С 1915 года живёт в Цюрихе.
В Цюрихе вступил в масонскую ложу Великой швейцарской ложи Альпина.
Первый большой свой заказ А. Джакометти получает на роспись приёмного зала в полицейском управлении Цюриха (Джакометти-холл). В 1929 году художник создаёт цветные витражи для лютеранской церкви во Фрауэнфельде (кантон Тургау). В 1937 он делает витражи для хора в церкви Адельбоден. Художник использовал в своих произведениях яркие, сияющие краски.
Аугусто Джакометти является одним из первых художников XX столетия, пробовавших работать в стиле беспередметного, абстрактного искусства. Особое значение, придаваемое мастером колориту в своих произведениях, отмечено на его надгробной плите — «Мастер цвета».

## Галерея

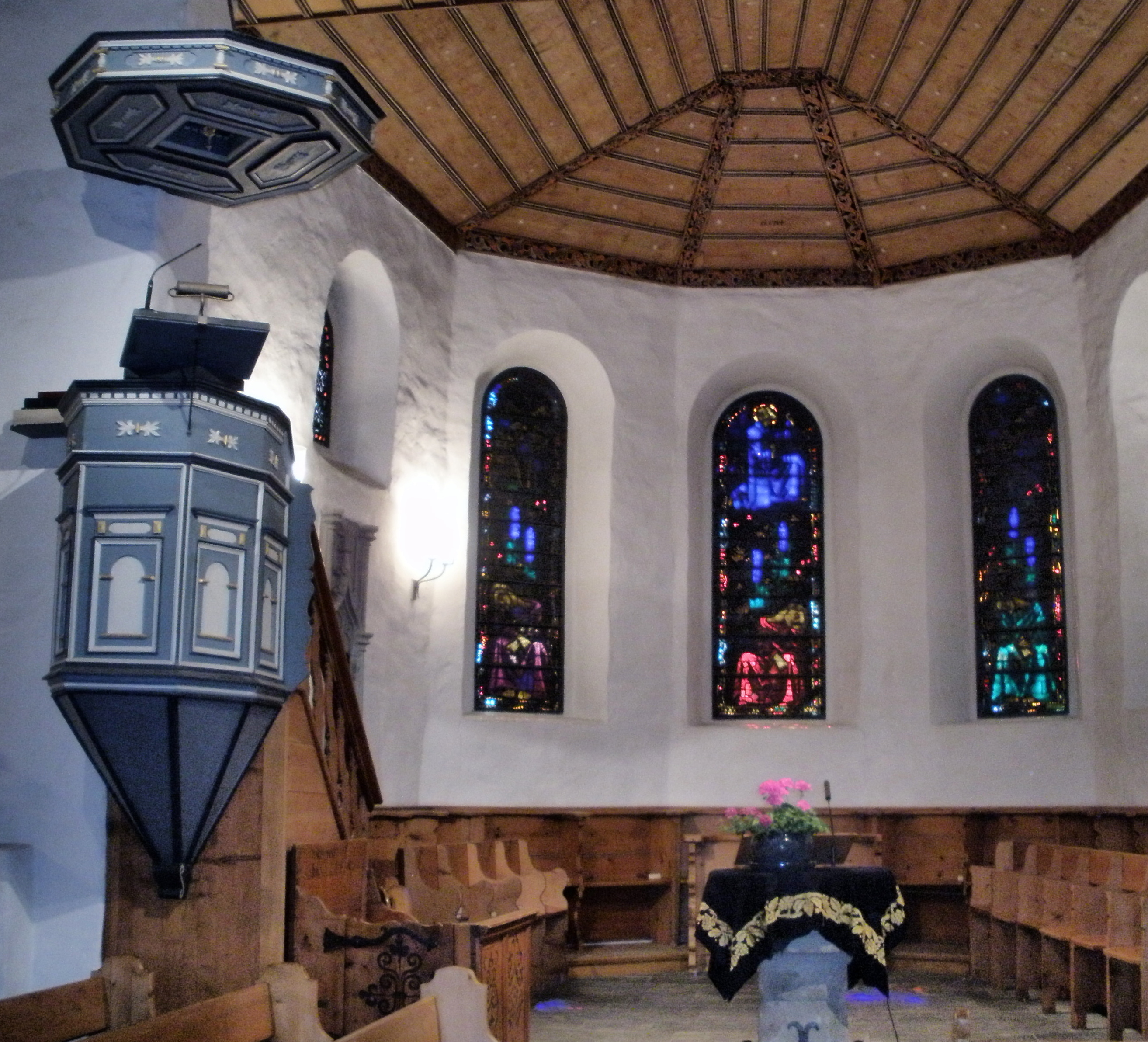
Витражи Аугусто Джакометти в церкви Адельбодена
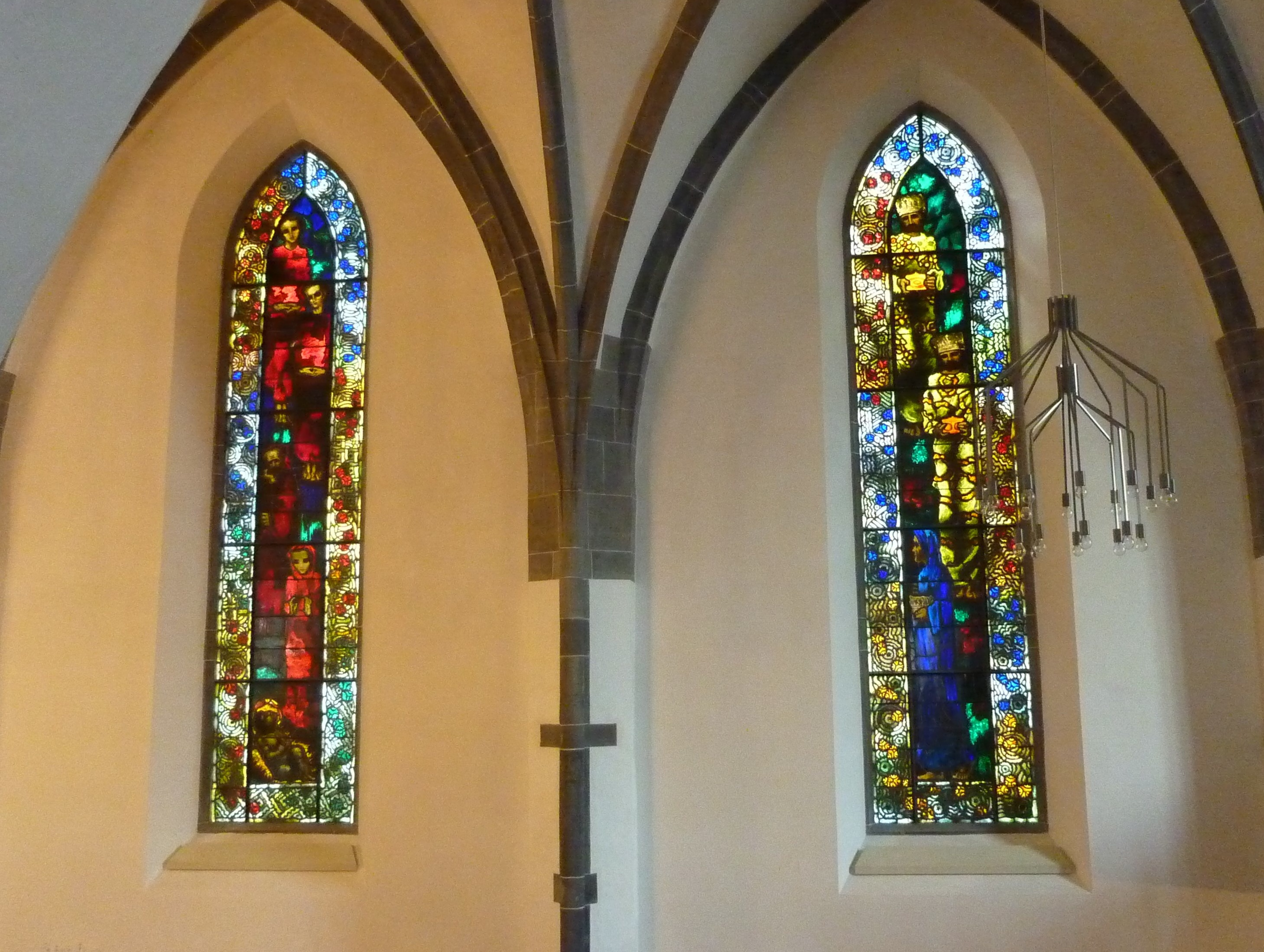
Два из трех окон, расписанных Аугусто Джакометти в церкви Св. Мартина, в Куре. 1919
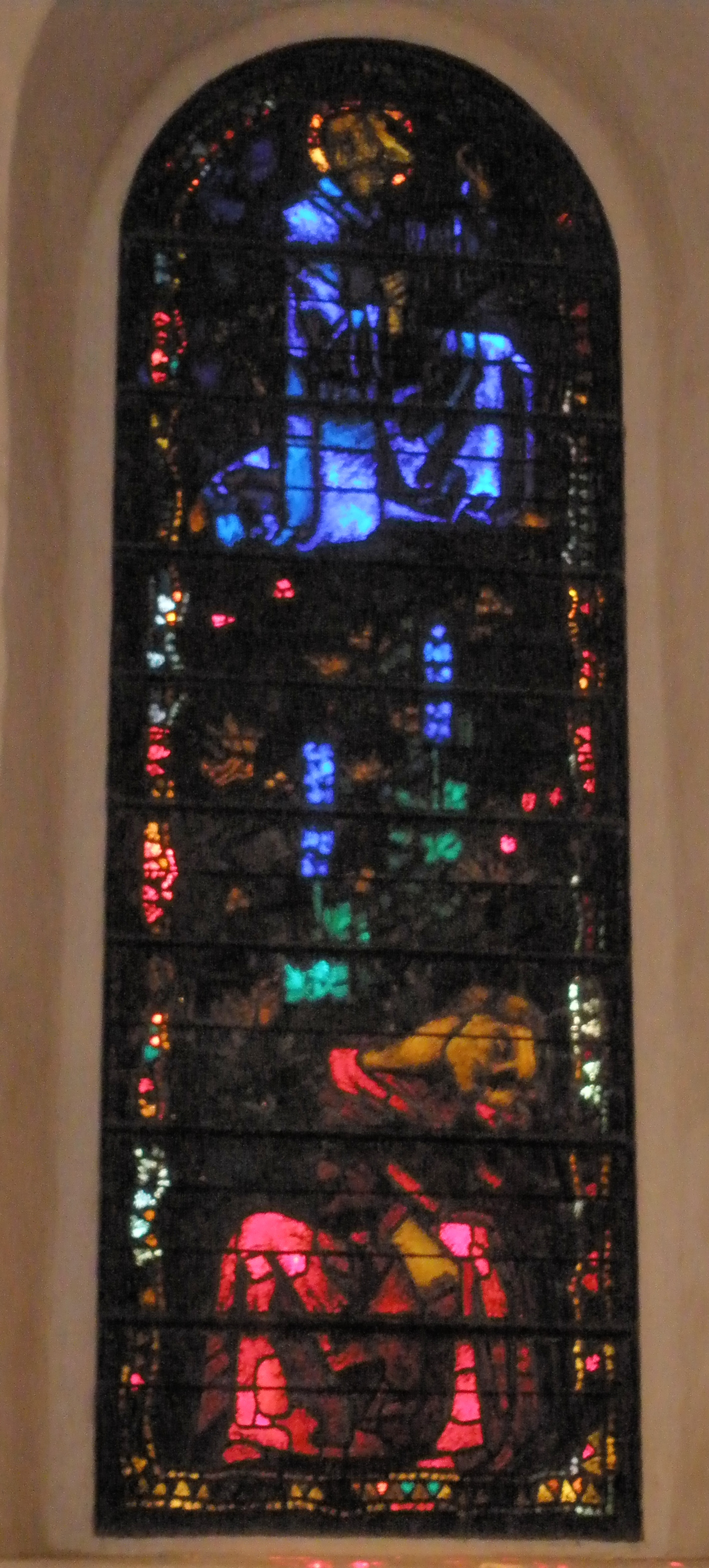
Витраж Аугусто Джакометти в церкви Адельбодена